# 重明鸟
重明鸟，也叫双睛，是中国传说的异鸟。在尧在位70年时，在他晚年的时候，有个叫秪支国的国家献上一只鸟，名叫重明鸟，又叫双睛鸟。而双睛的意思是它每只眼睛里各长了两个瞳仁。形状像鸡，叫声像凤凰。有传说鸡是重明鸟的变形。

## 原文
晋王嘉《拾遗记》卷一：“尧在位七十年……有掋支之国，献重明之鸟，一名双睛，言又眼在目。状如鸡，鸣似凤。时解落毛羽，肉翮而飞。能搏逐猛兽虎狼，使妖灾群恶不能为害。贻以琼膏，或一岁数来，或数岁不至。国人莫不洒扫门户，以望重明之集。其未至之时，国人或刻木，或铸金，为此鸟之状。置于门户之间，则魑魅丑类，自然退伏。今人每岁元日，或刻木铸金，或图画为鸡于牖上，此其遗象也。”